# Pentila paucipunctata
Pentila paucipunctata är en fjärilsart som beskrevs av Kirby 1890. Pentila paucipunctata ingår i släktet Pentila och familjen juvelvingar. Inga underarter finns listade i Catalogue of Life.